# Sidney Bechet/Martial Solal
Sidney Bechet/Martial Solal (Alternativtitel Swing Volume 1/2) ist ein Jazzalbum von Sidney Bechet. Die am 12. März und 17. Juni 1957 in Paris entstandenen Aufnahmen erschienen 1957 als zwei Extended Plays (Swing Volume 1/2) auf Disques Vogue und des Labels Swing. Schließlich wurden die Aufnahmen als Langspielplatte unter dem Titel Sidney Bechet/Martial Solal, in späteren Jahren auch unter Young Ideas, When a Soprano Meets a Piano und Sidney Bechet/Martial Solal Quartet ft. Kenny Clarke veröffentlicht.

## Hintergrund
Nachdem Sidney Bechet 1951, frustriert vom Rassismus in den Vereinigten Staaten, nach Paris gezogen war, begann er mit Aufnahmen für die französischen Label Vogue/Swing, eine Partnerschaft, die für den Rest seines Lebens andauern sollte. Dazu gehörten Studiosessions, bei denen Bechet von zwei verschiedenen Trios des Pianisten Martial Solal unterstützt wurde. Bei der ersten Session waren der Bassist Lloyd Thompson und der Schlagzeuger Al Levitt, bei der zweiten drei Monate später Pierre Michelot und Kenny Clarke beteiligt. Das Material dieser Sessions bestand aus populären Jazzstandards, darunter zunächst „I Only Have Eyes for You“, „The Man I Love“, „Exactly Like You“, „These Foolish Things“, „Pennies from Heaven“, „Once in a While“, „Jeepers Creepers“, bei der zweiten Session „All the Things You Are“, „Embraceable You“, „Wrap Your Troubles in Dreams“, „All of Me“ und „It Don’t Mean a Thing (If It Ain’t Got That Swing)“.

## Titelliste
- Sidney Bechet/Martial Solal (Vogue/Swing LDM 3006)[3]

1. I Only Have Eyes for You (Harry Warren, Al Dubin)
2. The Man I Love (George Gershwin)
3. Exactly Like You (Dorothy Fields, Jimmy McHugh)
4. These Foolish Things (Harry Link, Jack Strachey, Holt Marvel)
5. Once in a While (Michael Edwards, Bud Green)
6. Jeepers Creepers (Harry Warren, Johnny Mercer)
7. All The Things You Are (Jerome David Kern, Oscar Hammerstein II)
8. All of Me (Gerald Marks, Seymour Simmons)
9. Embraceable You (George Gershwin, Ira Gershwin)
10. Wrap Your Troubles in Dreams (Harry Barris, Ted Koehler, Billy Moll)
11. Rose Room (Art Hickman, Harry Williams)
12. It Don’t Mean a Thing (Duke Ellington)
13. Pennies from Heaven (Arthur Johnston, Johnny Burke)

## Rezeption

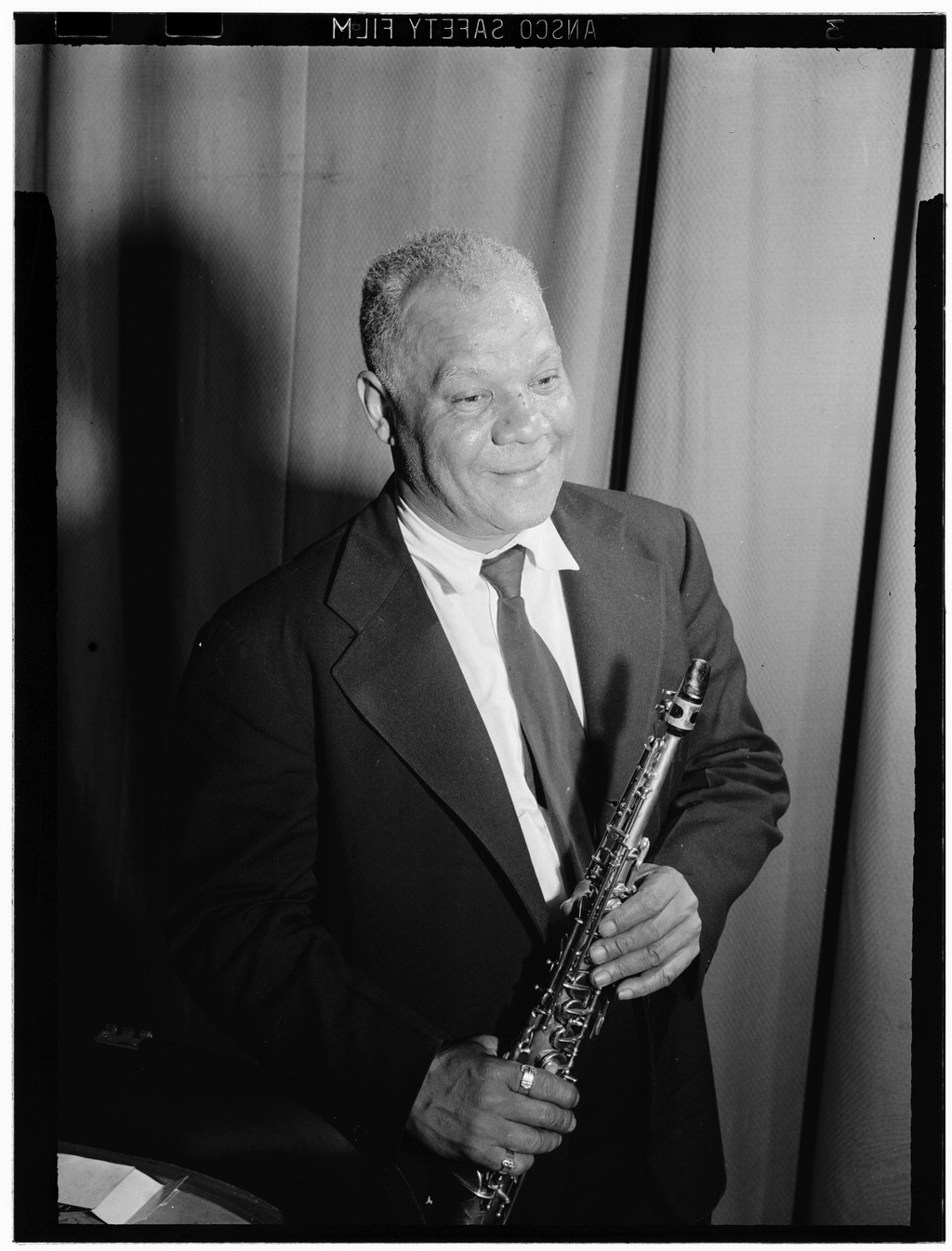
Sidney Bechet in New York, ca. Juli 1946. Foto von William P. Gottlieb

Das Besondere an diesem Album sei der frühe Jazz-Sound von Bechets Sopransaxophon, der dem temperamentvollen Modernismus von Solals Klavier gegenüberstehe, meint Marc Myers (Jazzwax). An manchen Stellen würden Bechet mit solch anmutiger Reinheit swingen, während das Solal-Trio im Bop-Modus laufe. Man könne hier erleben, wie zwei verschiedene Generationen des Jazz eine gemeinsame Basis finden.
Der Kritiker arwulf arwulf verlieh dem Album in AllMusic vier Sterne und schrieb, die Ergebnisse dieser Sessions seien tiefgreifend, schön und aufregend, basierend auf dem Bemühen des Produzenten Charles Delaunay, „Pfahlwurzeltradition mit modernster Moderne zu verbinden“. Dies sei einzigartig im übrigen Schaffen von Bechet. Solals Ansatz war erfrischend kreativ, und Bechet scheint sich in dieser Gesellschaft recht wohl zu fühlen, und die Playlist, zu der „Jeepers Creepers“, „All the Things You Are“ und „I Only Have Eyes for You“ gehören, unterscheide sich so sehr von seinem üblichen Repertoire. Dies sei zwar nicht Bechets letzte Session gewesen – etwa ein Dutzend aufeinanderfolgender Termine mit französischen Traditionalisten endeten mit seiner letzten Aufnahme im Dezember 1958 –, aber es fühle sich sehr wie sein letztes Testament an. Seine herausragende Musikalität werde perfekt ergänzt durch die Fähigkeiten von Solal, Clarke, Michelot und den anderen jungen Männern, die das Glück hatten, dem Meister am Ende seiner langen und ereignisreichen Karriere beizustehen.